# Tuk-tuk
Pour l’article homonyme, voir Tuktuk.

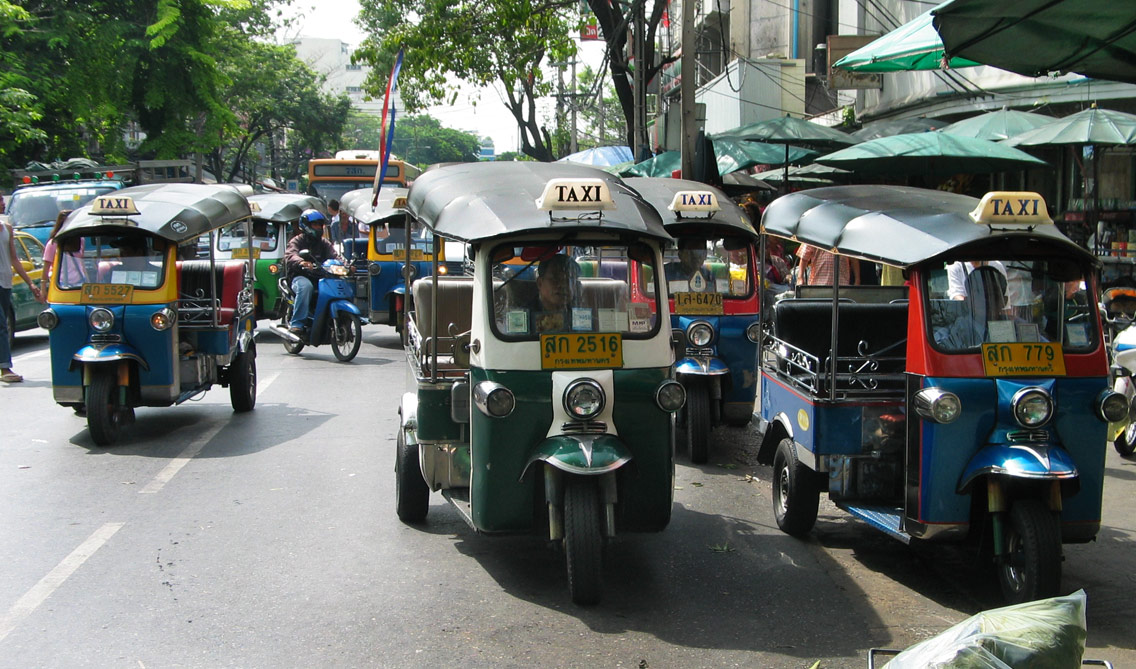
Touctouque à Bangkok.

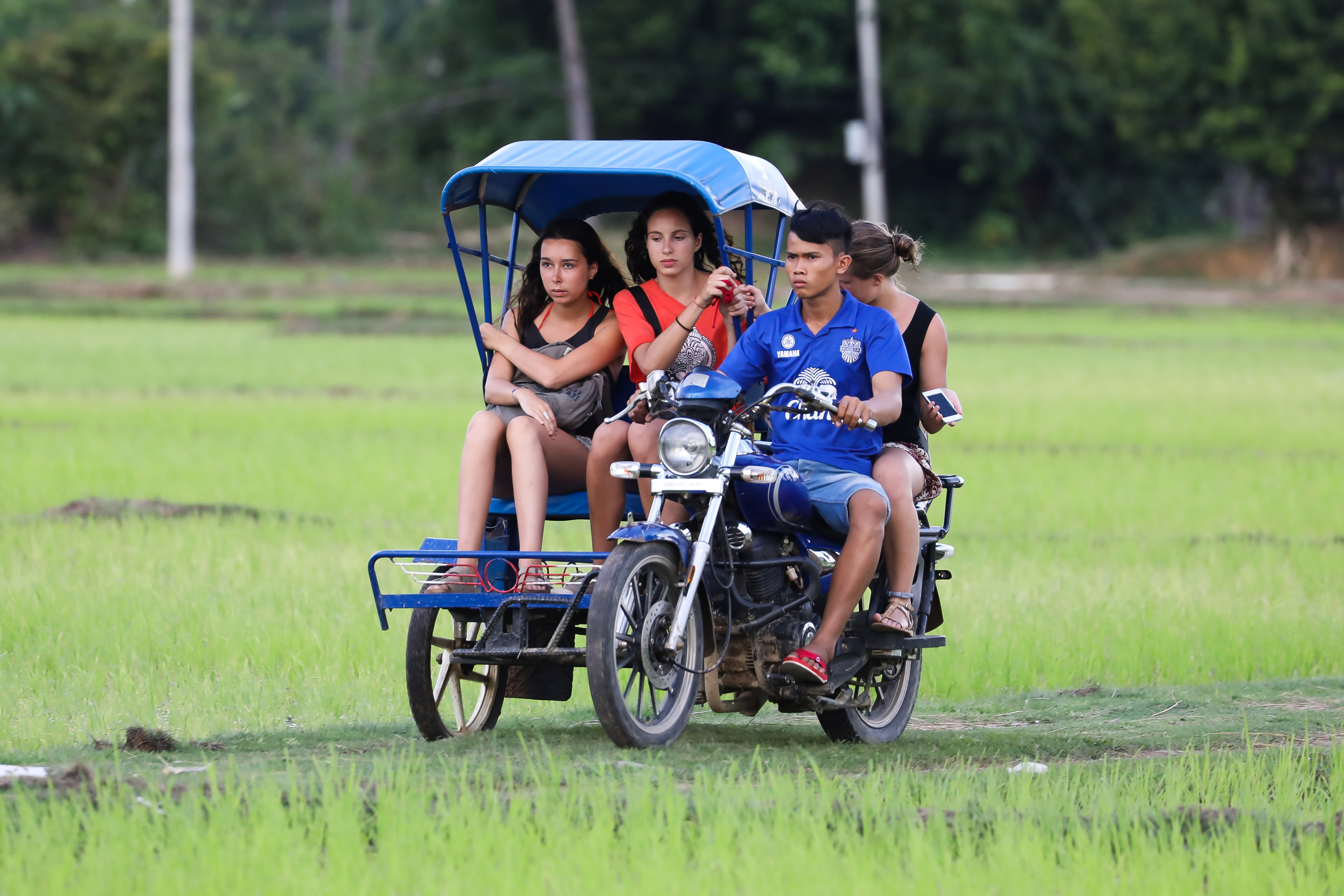
Touctouque taxi sidecar au Laos.

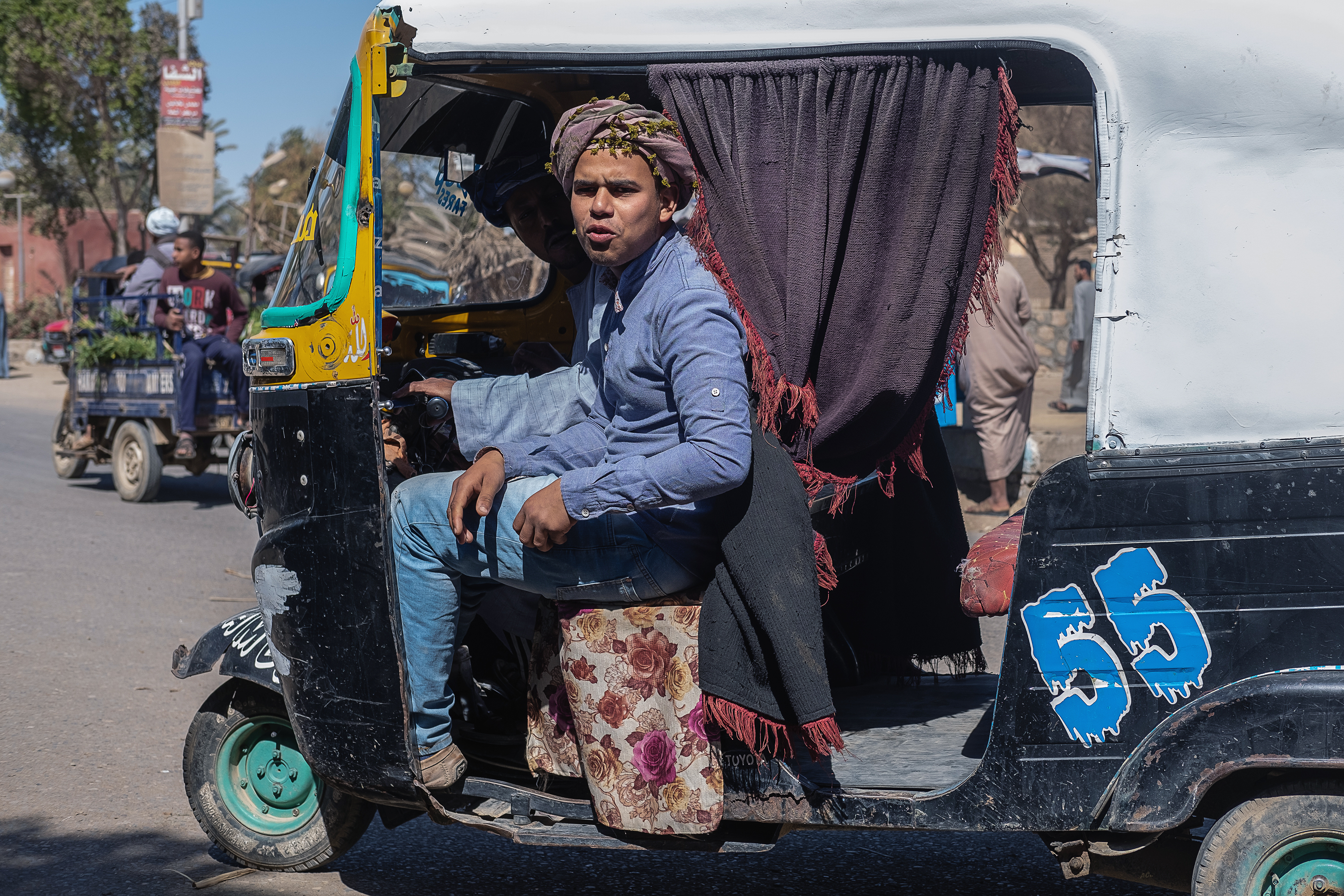
Touctouque en Égypte.

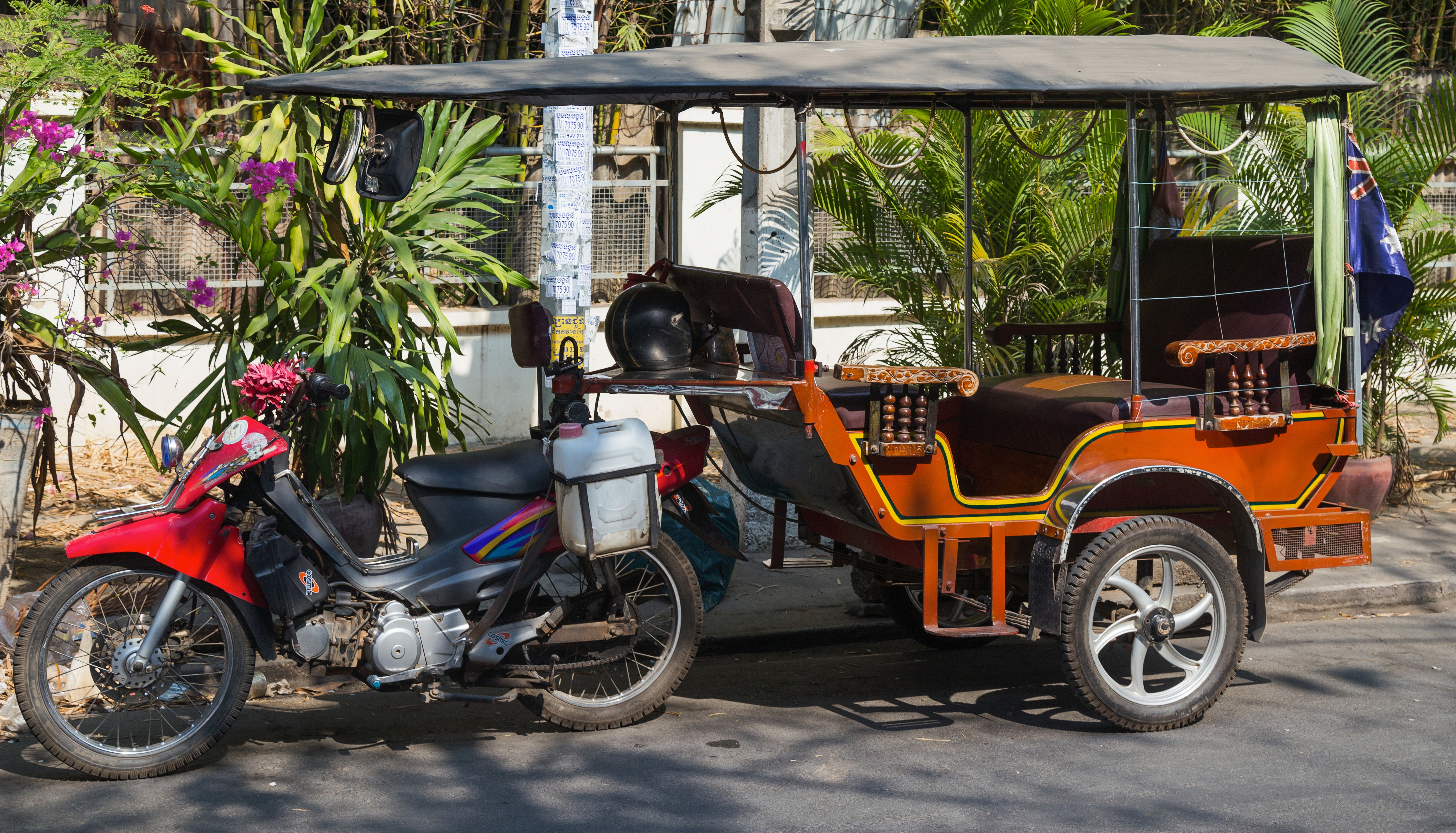
Touctouque traditionnel cambodgien à Phnom Penh.

Déclinaison moderne des pousse-pousse et cyclo-pousse (aujourd'hui vélo-taxi), mais disposant d'un moteur thermique, le tuk-tuk, touk-touk ou touctouque (en thaï « ตุ๊กตุ๊ก » ou « ตุ๊กๆ » - en khmer « ទុកទុក » - prononcé touctouque) est un type de voiture utilisée dans de nombreux pays du monde, notamment sous ce nom en Thaïlande, en alternative au taxi classique, plus cher et moins commun.

## Description
De nos jours, le tuk-tuk est le plus souvent une voiture indienne, thaïlandaise ou cambodgienne constituée d'un ensemble monocorps. Le châssis intègre un avant de scooter sur une roue, avec guidon et pare-brise, prolongé à l'arrière (pour la partie passager) d'une carriole sur deux roues, aménagée en banquette avec petite plage arrière et petite vitre arrière. Le tout est recouvert d'une capote intégrale ou d'une carrosserie légère, avec ou sans portes, protégeant ainsi conducteur et passagers des chocs et des intempéries.
Bien qu'il s'agisse d'un véhicule léger, et donc fragile en cas d'accident, les essieux et roues des tuk-tuk sont extrêmement résistants aux nombreux nids-de-poule qui jalonnent les pistes sablonneuses ou boueuses, ou des routes parfois en très mauvais état en raison, notamment, de l'effet du soleil sur le bitume ou le goudron. De nombreuses secousses sont possibles durant un trajet mais font également tout le charme de ces petits véhicules singuliers.
Selon les modèles, en plus du conducteur le tuk-tuk peut charger deux à trois adultes. Si le concept et l'apparence sont souvent similaires à travers le monde, les modèles peuvent toutefois légèrement différer (taille de l'habitacle, esthétique, marchepied optionnel, capote avec fenêtre déroulable en plastique ou armature métallique...).
D'anciennes variantes cohabitent toujours avec le tuk-tuk actuel, notamment au Cambodge où le tuk-tuk traditionnel local ou moto-remork, se compose d'une  motocyclette légère à cadre en 'V' indépendante, similaire aux Honda Super Cub et Honda Innova, à l'arrière de laquelle s'attache un type de carriole à deux roues qui offre deux banquettes se faisant face, pour deux à trois personnes chacune. Ces tuk-tuks traditionnels disparaissent aux profit des autorickshaws indiens devenus plus populaires au Cambodge. De la même façon, des tuk-tuk au Laos et aux Philippines sont constitués d'un système rappelant le side-car, c'est-à-dire une motocyclette à laquelle une charrette aménagée en banquette à deux places est fixée latéralement.

## Motorisation
Le moteur, souvent un monocylindre de faible cylindrée, est parfois originaire d'un petit deux-roues à moteur à deux temps comme sur les premiers Piaggio Ape à moteur de Vespa ou plus récemment un modèle à 4 temps. Aujourd'hui, de nombreux tuk-tuk et triporteurs ou autorickshaws fonctionnent au bi-carburant (gaz naturel ou essence), en particulier les modèles produits en Inde comme le Piaggio Ape ou encore le Bajaj RE. Des modèles utilitaires, dont le Ape 601 classique avec moteur Lombardini de 422 cm3, existent en version Diesel.
L'électrification des tuk-tuk est encouragée mais reste chère. En 2023, un modèle électrique coûtait presque le triple du prix d'un modèle thermique.

## Fabrication
En pratique, la construction de ces engins, originellement un bricolage original réalisé artisanalement à partir d'une moto, fait maintenant l'objet d'une conception spécifique et leur production est industrialisée.

## Notoriété

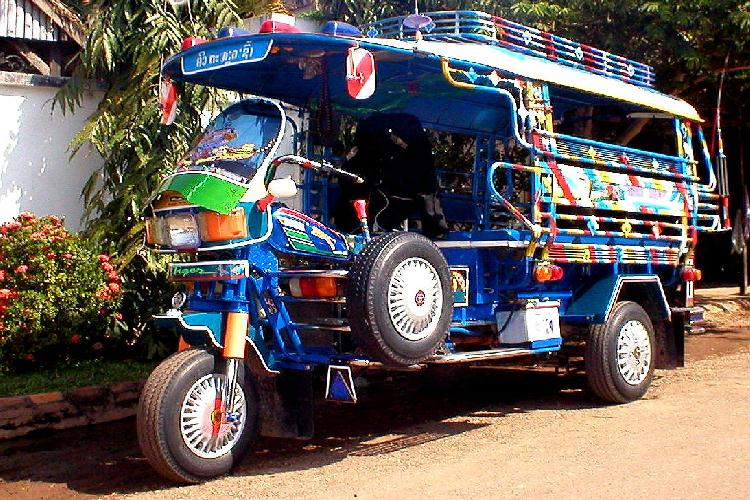
Sam-lo au Laos, modèle luxueux à grande capacité.

Ces tricycles, taxis bon marché, sillonnent la plupart des villes des pays et zones touristiques du Sud. Version motorisée du rickshaw indien, le tuk-tuk existe sous ce nom (rickshaw) dans plusieurs pays d'Asie du Sud-Est. Au Cambodge, il peut-être appelé ainsi (ទុកទុក), et plus rarement reumok (រ៉ឺម៉ក), qui vient du mot français « remorque », ou encore kangbei (កង់បី) qui signifie « trois roues » ; le nom « tuk-tuk », bien qu'utilisé par la majorité des touristes et expatriés, est déconseillé par le ministère cambodgien du Tourisme qui lui préfère ainsi le mot reumok). Au Laos, on le nomme sam-lo (trois roues). Au Viêt Nam, on emploie au choix rickshaw ou tuk-tuk.
On en trouve également en Inde, au Sri Lanka, au Kenya, au Nicaragua, au Guatemala, au Pérou, en Égypte, à Madagascar, au Soudan, en Éthiopie et même dans des pays occidentaux de manière moins courante comme le Royaume-Uni ou la France, où ils sont moins utilisés comme taxis que comme transport individuel pour circuits touristiques en ville (se déplaçant d'un monument à un autre).